# Miriam Aïda

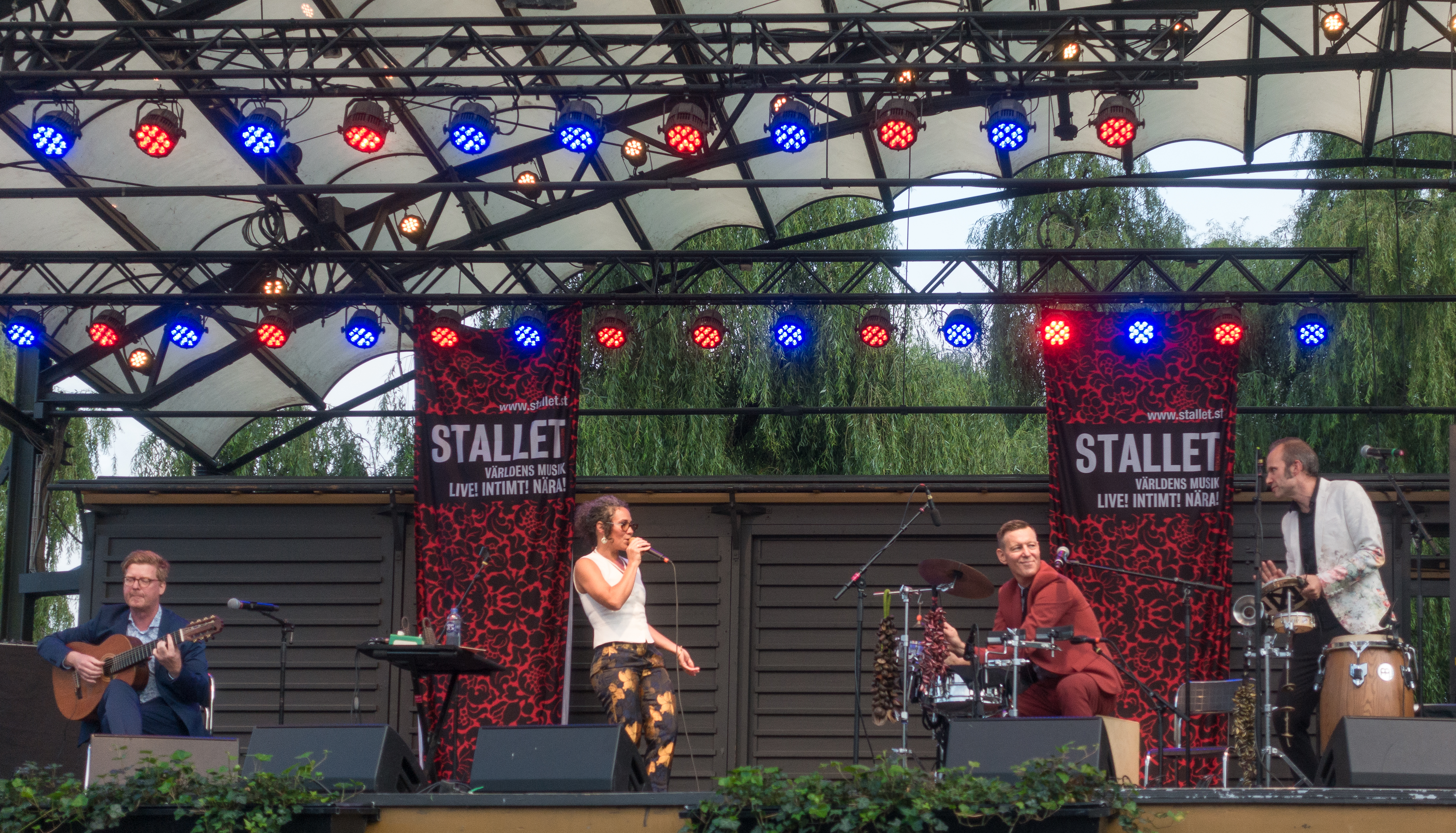
Miriam Aida under ett gigg i Kungsträdgården i Stockholm den 23 augusti 2019. Övriga bandmedlemmar (från vänster): Mats Andersson (gitarr), Ola Bothzén (slagverk) och Finn Björnulfson (slagverk).

Miriam Sarghini Aïda Kronkvist, född 24 september 1974 i Lund, är en svensk bossa nova- och jazzsångare, skivbolagsdirektör och programledare i radio.

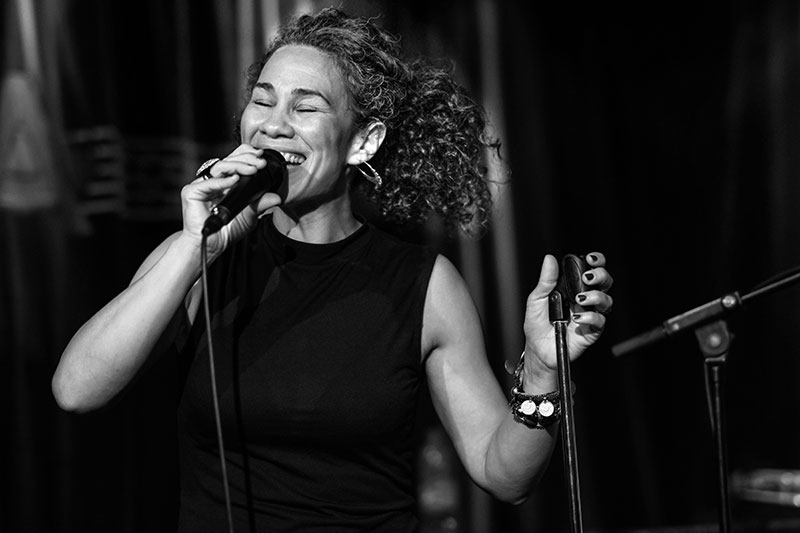
Miriam Aïda på A-Train club i Berlin 2018

## Biografi
Miriam Aïda debuterade på skiva 2002 med Jan Lundgren Trio Presents Miriam Aida & Fredrik Kronkvist och har turnerat i Sverige och internationellt med olika band och konstellationer som Norrbotten Big Band, Jan Lundgren Trio och Joe Spinaci & the Broololino Orchestra. Hon är även sångare i den svenska bossa-gruppen A Bossa Eletrica och musikprojektet Meu Brasil. Hon är gift med saxofonisten Fredrik Kronkvist och driver tillsammans med honom skivbolaget Connective Records och tidigare jazzklubben Monk i Malmö. Aïda har framträtt i TV och radio som till exempel i Allsång på Skansen och har sedan våren 2011 varit jazzpresentatör på Sveriges Radio P2 och med egna programmet Miriams jazz 2011. Hon har framträtt internationellt i bland annat London, Tokyo, Moskva, Paris, Istanbul, Palermo, Berlin. 2011 gav hon ut en skiva baserad på den svenska vistraditionen, Visans väsen.
Under 2010-talet har hon varje sommar lett populära allsångskonserter med gästartister på Pildammsteatern i Malmö.

## Diskografi
- 2002 – Jan Lundgren Trio Presents Miriam Aida & Fredrik Kronkvist (Sittel)
- 2003 – My Kind of World (Sittel)
- 2004 – Eletrificação / A Bossa Elétrica (Raw Fusion Recordings)
- 2005 – Mirïam Aïda & Fredrik Kronkvist with Monday Night Big Band – Live at the Palladium (Sittel)
- 2006 – Joe Spinaci and the Brookolino Orchestra – Too Darn Hot
- 2007 – Meu Brasil (Connective Records)
- 2008 – Come on Home (Connective Records)
- 2009 – Letras ao Brasil (Connective Records)
- 2011 – Visans väsen (Connective Records)
- 2014 – É de lei! (Connective Records)
- 2015 – Quatro Janelas (Connective Records)
- 2018 – Loving the Alien (tolkningar av David Bowie)

## Priser och utmärkelser
- 2010 – Guldnålen från Jazz i Malmö (tillsammans med Fredrik Kronkvist)
- 2012 – Årets Artist vid Folk & Världsmusikgalan[3]
- 2015 – Manifestpriset – "Årets rytm" 2015 för skivan É de Lei!